# Planalto,Bahia
Planalto là một đô thị thuộc bang Bahia, Brasil. Đô thị này có diện tích 722,987 km², dân số năm 2007 là 20380 người, mật độ 28,2 người/km².